# William Cuffe (4e comte de Desart)
William O'Connor Ulick Cuffe, 4e comte de Desart (10 juillet 1845 - 15 septembre 1898). Il devient 6e baron Desart, 4e vicomte Desart et 4e comte de Desart le 1er avril 1865.

## Jeunesse
Desart est le fils de John Cuffe (3e comte de Desart), et d'Elizabeth Lucy Campbell. Il a une sœur aînée et deux frères cadets. Un de ses frères, Hamilton, lui succède en tant que 5e comte. L'autre, le capitaine Otway Cuffe est maire de Kilkenny et une personne notable de la communauté.

## Écrivain
Desert est aussi un homme de lettres qui écrit quinze romans au cours de sa vie. Ses œuvres les plus réussies sont des thrillers mystérieux.
- Only a Woman's Love (1869), Herne Lodge (1888) et The Little Chatelaine (1889)
- Beyond These Voices (1870) est placé dans le contexte de la montée des Fenians.

Autres titres :
- Children of Nature: A Story of Modern London (1878)
- The Honourable Ella (1879)
- Lord and Lady Piccadilly (1887)
- Mervyn O'Connor and other tales (1880)
- Grandborough  (1894)
- The raid of the "Detrimental" (1897)
- Kelverdale (1879)
- Helen's vow (1891)
- Love and pride on an iceberg : and other tales (1887)

## Famille
Lord Desart épouse Maria Emma Georgina Preston, fille du capitaine Thomas Henry Preston et Georgina Geneviève Louisa Campbell, le 1er juin 1871. Ils ont une fille, Kathleen. Ils divorcent en 1878.
Il épouse ensuite Ellen Cuffe, comtesse de Desart, fille d'Henri Louis Bischoffsheim le 27 avril 1881. Lord Desart meurt en 1898 à 53 ans après une courte maladie sur son yacht, et est remplacé comme comte par son frère, Hamilton. La comtesse de Desart devient une femme politique à part entière et meurt en juin 1933, à l'âge de 75 ans.